# Canarium acutifolium
Canarium acutifolium är en tvåhjärtbladig växtart som först beskrevs av Dc., och fick sitt nu gällande namn av Merrill. Canarium acutifolium ingår i släktet Canarium och familjen Burseraceae.

## Underarter
Arten delas in i följande underarter:
- C. a. aemulans
- C. a. celebicum
- C. a. pioriverensis